# 28688 Diannerister
28688 Diannerister è un asteroide della fascia principale. Scoperto nel 2000, presenta un'orbita caratterizzata da un semiasse maggiore pari a 2,7530554 UA e da un'eccentricità di 0,0389017, inclinata di 7,78163° rispetto all'eclittica.